# Moluntha
Moluntha ou Malunthy (c. 1692 - novembre 1786) est un chef des Shawnees qui remplaça l'ancien chef Cornstalk à la mort de celui-ci.

## Lutte pour le Territoire du Nord-Ouest
Moluntha a combattu durant le siège de Boonesborough du côté des Britanniques en 1778. En 1786, menacé d'une guerre par Richard Butler et George Rogers Clark, il a été parmi les chefs shawnees qui ont signé le traité de Fort Finney (en).

## Sa mort
Juste avant que ne débute le raid de Logan, Benjamin Logan a ordonné à ses hommes de ne pas tuer les Shawnees qui pourraient choisir de se rendre. Au cours de la bataille, Moluntha a été acculé par William Lytle et s'est rendu à lui. Moluntha a ensuite été placé sous la garde de Hugh McGary, et Logan a réitéré son ordre de ne pas blesser ou tuer les prisonniers. McGary, qui était encore amer quant à sa défaite lors de la bataille de Blue Licks, a demandé à Moluntha : « Étiez-vous à la défaite de Blue Licks ? » Le vieux chef a mal compris la question et répondu par l'affirmative. McGary l'a immédiatement tué avec une hache. Logan a relevé McGary du commandement et l'a traduit en cour martiale.
Le fils de Moluntha, Spemica-Lawba, a survécu à l'attaque de Logan. Il a été ramené au Kentucky et élevé par Benjamin Logan, et est devenu par la suite connu sous le nom de Captain Logan (en),.
Tecumseh a cité la mort de Moluntha comme exemple de promesses violées par les États-Unis.